# Newtype (rivista)
Newtype (月刊ニュータイプ?, Gekkan Nyūtaipu, lett. "Newtype mensile") è una rivista giapponese dedicata a tutto il settore legato a manga ed anime il cui primo numero è uscito l'8 marzo 1985. Possiede anche un'edizione coreana (Newtype Korea) e, fino al febbraio 2008, ne aveva anche una statunitense (Newtype USA).
Il nome della testata viene dalla storica serie animata Gundam, in cui i newtype sono esseri umani giunti ad uno stadio dell'evoluzione successivo a quello attuale.

## Contenuti
La rivista è strutturata in cinque parti fondamentali.
1. La prima parte è divisa in due sezioni: nella prima, figurano sulle pagine di grande formato coloratissimi servizi dedicati ai più importanti titoli in uscita o che stanno avendo successo in quel momento; questi servizi (generalmente di due o quattro pagine e non interrotti da pubblicità) sono composti soprattutto da immagini d'impatto ed interviste allo staff di tecnici ed artisti. La parte critica e di commento è poco presente, ma la scelta di dedicare più o meno spazio ad una certa opera, o di collocarla prima o dopo di altre, è indicativa delle volontà editoriali della rivista. Nella seconda sezione sono raccolte brevi anticipazioni sulle serie in lavorazione (Newtype Express) e gli editoriali di alcune personalità importanti nel mondo del fumetto e dell'animazione (Newtype Press), fra cui compaiono spesso i nomi di Satsuki Igarashi delle CLAMP, Mahiro Maeda, Gilles Poitras, Yōko Kanno e Masami Okui. Entrambe queste rubriche sono riccamente illustrate.
2. La rivista, tutta a colori su carta patinata, ha un inserto centrale di ruvida carta riciclata stampato sia in bianco e nero sia a colori. La seconda parte della rivista comprende la prima parte dell'inserto in carta riciclata (quello in bianco e nero), e vi è serializzato ogni mese un episodio di un fumetto (solitamente storie brevi, che si esauriscono nel giro di pochi mesi, realizzate da autori prestigiosi); tra i manga pubblicati su Newtype ci sono stati Full Metal Panic!, Angel/Dust ed Angel/Dust Neo, Chrono Crusade, Lagoon Engine Einsatz, Evangelion Iron Maiden, lo yonkoma (4コマ漫画?, yonkoma manga, "fumetto di quattro vignette") umoristico Aoi House e, soprattutto, il cult fantascientifico The Five Star Stories di Mamoru Nagano. Il fumetto pubblicato è Kobato delle CLAMP.
3. All'interno della parte in carta riciclata vi è un altro inserto di nuovo in carta patinata, al centro della rivista. Questa terza parte è divisa in tre sezioni: nella prima sono ospitate interviste e speciali dedicati a registi, doppiatori, artisti e professionisti dell'animazione in genere, nella seconda un'altra carrellata di servizi dedicati ai titoli in circolazione e la terza è composta di sola pubblicità.
4. Superata la metà della rivista, la quarta parte è formata dal resto delle pagine in carta riciclata (stavolta stampate a colori), e si chiama ANIME LAND. È la sezione più didascalica della rivista ed è divisa in due sezioni: la prima presenta tabelle contenenti le classifiche di vendita di libri, manga, anime (DVD, VHS, LD), CD e videogiochi, i dati d'ascolto e di auditel di tutti gli anime trasmessi in quel momento, le stime di gradimento del pubblico e tutte le informazioni sull'uscita dei nuovi prodotti con prezzi e date. La seconda sezione invece incolonna accuratamente il palinsesto televisivo completo di tutte le serie animate trasmesse via antenna, satellite, cavo e digitale terrestre, con canali, orari, titoli e trame di ogni episodio (in Giappone gli anime vengono trasmessi un episodio a settimana, quindi essendo Newtype un mensile saranno sempre descritti quattro episodi di ogni anime).
5. L'ultima parte, di nuovo su carta patinata, presenta una grande quantità di contenuti ed è la più simile ad una rivista occidentale, essendo formata da una variegata alternanza di servizi. Ci sono tre sezioni: la prima (di quattro o sei pagine) mostra i settei (disegni preparatori) di un anime, poi la rubrica Newtype Forum (le lettere ed i disegni dei lettori), ed infine la corposa parte News & Newtype, rubrica contenitore su tutto il mondo dell'intrattenimento, con recensioni di videogame, musica, modellismo, programmi TV, hardware & software informatico e libri, la segnalazione di eventi importanti ed un corso a puntate di computer graphic. La pubblicità è tutta raccolta in un blocco di pagine appositamente dedicate. Chiude la rivista l'oroscopo (i cui segni sono disegnati ogni mese da un illustratore diverso) e le anticipazioni del numero successivo.

## Versioni straniere
Sia l'edizione giapponese sia quella inglese sono lette nell'ordine orientale da destra a sinistra (cioè invertito rispetto all'ordine di lettura italiano). L'edizione coreana è stampata nell'ordine occidentale da sinistra a destra.
Newtype USA, pubblicato da novembre 2002 a febbraio 2008, includeva sia contenuto giapponese tradotto, sia materiale originale statunitense, fra cui articoli su anime, manga, musica, recensioni di giochi e action figure, interviste a registi, profili di artisti e editoriali tenuti da esperti del campo. Newtype USA presentava anche contenuti bonus, come poster, cartoline, manga pubblicati a puntate e DVD omaggio. Newtype USA è stato pubblicato dalla A.D. Vision, la compagnia proprietaria del distributore di anime ADV Films e dell'editore di manga ADV Manga, ma la rivista conteneva anche informazioni e materiali promozionali dei distributori concorrenti. La ADV ha sostituito Newtype USA con la nuova rivista PiQ a partire da aprile 2008. La pubblicazione di PiQ è cessata dopo sole quattro uscite.
Newtype Korea è pubblicato dalla Daiwon C&A Holdings, compagnia editrice di manga e proprietaria del distributore di anime Anione TV. Il primo numero di Newtype Korea è stato pubblicato nel 1998.